# 足立留美
足立 留美（あだち るみ、1974年4月25日 - ）は、日本の元女子バレーボール選手。

## 来歴
兵庫県加古川市出身。小学校4年生より地域スポーツクラブでバレーボールを始める。氷上高校時代は春高バレー（ベスト6賞）、インターハイ優勝（優秀選手）を経験した。
1993年、イトーヨーカドーに入社。第5回Vリーグよりレギュラー獲得、ヨーカドー最後の主将を務めた。2001年イトーヨーカドー廃部に伴い、武富士バンブーへ移籍。小柄を生かした速いスパイクとサーブに加え、巧みなテクニックを武器に主力選手として活躍。
2007年4月、Vリーグ出場試合がNECレッドロケッツの大貫美奈子と共に女子選手歴代1位の275試合（当時）となり、リーグ40回大会を記念し創設された『Vリーグ特別表彰制度』で長期活躍選手として特別表彰された。
2007年3月9日のプレミアリーグ・パイオニア戦で、大貫、櫻井由香に次ぐ歴代3位のVリーグ通算1000セット出場を達成。3月16日岡山戦において、歴代1位となるVリーグ通算出場及び連続出場300試合を達成した。
2009年5月、黒鷲旗大会を最後に現役を引退した。Vリーグでの連続試合出場328試合は2013年1月に杉山祥子に破られるまで歴代1位の記録であった。

## 受賞歴
- 2007年 - プレミアリーグ Vリーグ栄誉賞

## 所属チーム
- 中筋小
- 加古川中
- 兵庫県立氷上高等学校
- イトーヨーカドープリオール（1993-2001年）
- 武富士バンブー（2001-2009年）